# محمدقلی ابوالقاضی‌اف
محمدقلی دویشکیویچ ابوالقاضی‌اف (به قرقیزی: Мухамметкалый Дүйшекеевич Абылгазиев) (زاده ۲۰ ژانویه ۱۹۶۸) یک سیاستمدار قرقیزستانی است. او از آوریل ۲۰۱۶ تا اوت ۲۰۱۷ معاون اول نخست‌وزیر قرقیزستان، از ۲۲ اوت تا ۲۶ اوت ۲۰۱۷ کفیل نخست‌وزیری قرقیزستان و از آوریل ۲۰۱۸ تا زمان استعفای خود در ژوئن ۲۰۲۰ در جریان تحقیقات جنایی در مورد فروش فرکانس‌های رادویی توسط دولتش نخست‌وزیر قرقیزستان بوده‌است.
ابوالقاضی‌اف از ۲۲ اوت تا ۲۶ اوت ۲۰۱۷، کفیل نخست‌وزیری قرقیزستان بود. او پس از استعفای سورنبای جینبکف برای رقابت در انتخابات ریاست‌جمهوری اکتبر ۲۰۱۷ منصوب شد. ابوالقاضی‌اف پیش از این معاون نخست‌وزیر بود. در ۲۰ آوریل ۲۰۱۸، پس از برکناری دولت نخست‌‍وزیر صفر عیسی‌قوف، توسط رئیس‌جمهور سورنبای جینبکف او دوباره به نخست‌وزیری منصوب شد. همچنین در ۲۵ آوریل، دولت جدید سوگند یاد کرد.
ابوالقاضی‌اف در دوران مسئولیت خود به‌طور مکرر با سران دولت‌های دیگر از جمله باخیجان شاهین‌تایف نخست‌وزیر قزاقستان، دیمیتری مدودف نخست‌وزیر روسیه، عمران خان نخست‌وزیر پاکستان، نیکول پاشینیان نخست‌وزیر ارمنستان، لی که چیانگ نخست‌وزیر چین و رجب طیب اردوغان رئیس‌جمهور ترکیه دیدار کرد.
در ۱۵ ژوئن ۲۰۲۰، ابوالقاضی‌اف در ارتباط با اتهامات جنایی علیه دولت در مورد توسعه و تجدید منابع فرکانس رادیویی هر چند ابوالقاضی‌اف هرگونه تخلف را رد می‌کرد از سمت خود به‌عنوان نخست‌وزیر استعفا کرد.

## زندگی شخصی
ابوالقاضی‌اف در ۲۰ ژانویه ۱۹۶۸ در شهرستان قوچقار در استان نارین در جمهوری سوسیالیستی قرقیزستان شوروی به دنیا آمد. در سال ۱۹۹۴ از انستیتوی کشاورزی به نام کنستانتین اسکریابین با تخصص در زراعت فارغ‌التحصیل شد. همچنین او در سال ۱۹۷۷ از دانشکده اقتصاد و بازرگانی دانشگاه بین‌المللی قرقیزستان فارغ‌التحصیل شد.

## پیوند بیرونی
| مناصب سیاسی           | مناصب سیاسی                            | مناصب سیاسی           |
| --------------------- | -------------------------------------- | --------------------- |
| پیشین: سورنبای جینبکف | رئیس کابینه وزیران قرقیزستان کفیل ۲۰۱۷ | پسین: صفر عیسی‌قوف     |
| پیشین: صفر عیسی‌قوف    | رئیس کابینه وزیران قرقیزستان ۲۰۱۸–۲۰۲۰ | پسین: قبادبیگ بارونوف |